# Colley Cibber

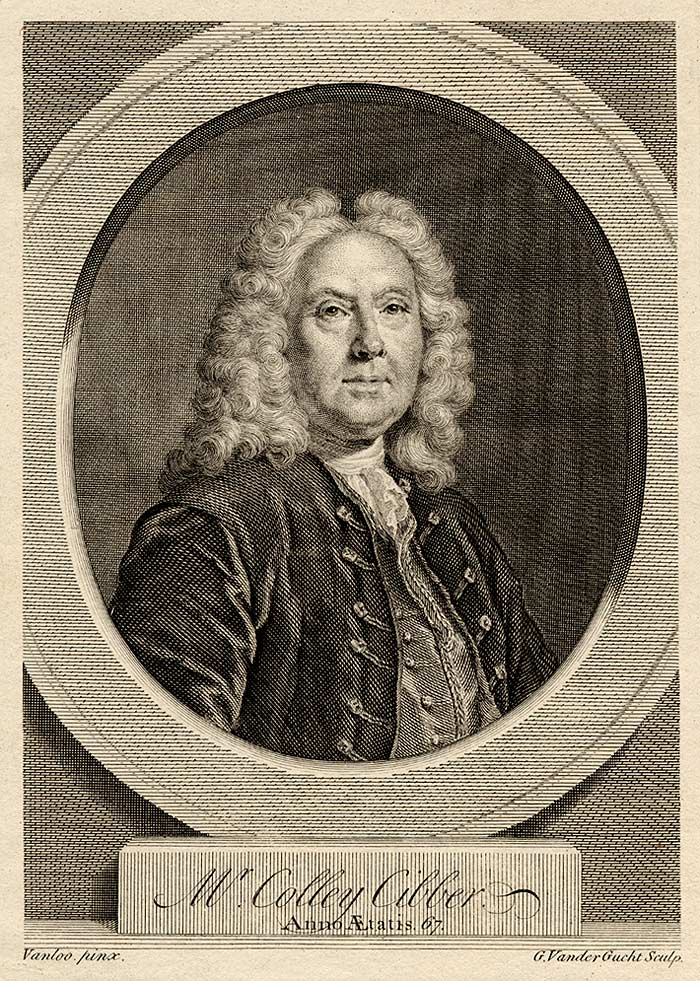
Colley Cibber

Colley Cibber (Londen, 6 november 1671 – aldaar, 12 november 1757) was een Engels acteur, dichter, toneelschrijver en impresario. In 1730 werd hij benoemd tot Poet Laureate.
Cibber was een zoon van Caius Gabriel Cibber, een Deense beeldhouwer die zich in Engeland had gevestigd, en Jane Colley. Al vroeg richtte zijn belangstelling zich op het theater, maar zijn studie en zijn ambitie naar een loopbaan in het leger vertraagden zijn interesse. Hij kwam uiteindelijk toch in de toneelwereld terecht als acteur in het theater Drury Lane, dat destijds werd beheerd door Thomas Betterton. In zijn autobiografie geeft Cibber zelf aan dat hij niet het juiste uiterlijk noch de juiste stem bezat voor het vak, maar hij ontwikkelde zich desondanks tot een uitstekend komisch acteur. Veel succes beleefde hij met zijn rol van Lord Foppington in de voorstelling The Relapse van John Vanbrugh.
Toen hij trouwde, wilde hij verder in zijn inkomen voorzien door zelf toneelstukken te schrijven. Zijn eerste stuk was Love's Last Shift (1696). Het werd een groot succes, en vervolgens produceerde hij meer dan 20 stukken, die alle werden uitgevoerd. Een befaamd werk was zijn bewerking van William Shakespeares stuk Richard III uit 1700. Deze versie was lange tijd de standaard in de opvoeringen van het werk. Ook maakte hij een succesvolle bewerking van Tartuffe van Molière onder de titel The Non-Juror (1717).
In 1710 werd Cibber de manager van het theater Drury Lane. Ook daarvan wist hij een succes te maken, hoewel de acteurs en toneelschrijvers vaak niet goed met hem overweg konden. Hij was niet vrij van enig snobisme en zijn benoeming tot hofdichter werd dan ook beschouwd als een meer politieke dan culturele actie. Zijn benoeming leidde tot spot van de kant van onder meer Alexander Pope en Henry Fielding. Pope bekritiseerde Cibber hevig in zijn scherpe satire The Dunciad en doet melding van een snijdend epigram uit die tijd:
"In merry old England it once was a rule, 

The King had his Poet, and also his Fool:

But now we're so frugal, I'd have you to know it,

That Cibber can serve both for Fool and for Poet."
In 1740 verscheen Cibbers autobiografie onder de titel An Apology for the Life of Mr Colley Cibber, Comedian, een werk dat een goed beeld geeft van het theater in zijn tijd en van diverse daarbij betrokken personen.

## Werk
Proza
- An Apology for the Life of Mr. Colley Cibber
- The Character and Conduct of Cicero Considered (1747)
- A Letter from Mr. Cibber to Mr. Pope (1742)

Drama
- The Careless Husband (1704)
- The Comical Lovers (1707)
- The Double Gallant (1707)
- The Lady's Last Stake (1707)
- Love makes a Man, or the Fop's Fortune (1700)
- Love's Last Shift, or the Fool in Fashion (1707)
- The Non-Juror (1717)
- The Papal Tyranny in the Reign of King John (1745)
- The Provoked Husband or a Journey to London (1728)
- The Refusal, or the Ladies Philosophy (1721)
- The Rival Fools (1709)
- She Wou'd and She Wou'd not, or the Kind Impostor (1702)
- The Schoolboy, or the Comic Rival (1707)
- The Tragical History of King Richard III. (1700)
- Woman's Wit, or The Lady in Fashion (1677)